# Église Saint-Pierre de Firminy
A igreja Saint-Pierre de Firminy (fr: Église Saint-Pierre de Firminy), em Firminy, foi um dos últimos projetos do arquiteto franco-suíço Le Corbusier.

## Histórico
Saint-Pierre de Firminy, concebida para ser a igreja na vila modelo de Firminy-Vert, foi encomendada a Le Corbusier em 1960 por Eugène Claudius-Petit, prefeito da cidade e por Jean-François Baud, presidente do comitê paroquial de Sain-Pierre de Firminy.
A implantação da igreja, prevista no primeiro plano urbanístico de 1954, seria nas proximidades da casa de cultura e do estádio da cidade. A igreja completaria os equipamentos públicos necessários à população de Firminy e concluiria uma das fortes ideias de Le Corbusier: a fusão de três atividades humanas: a vida cultural e o lazer, o esporte e o culto.
Os primeiros estudos para a igreja em concreto datam de 1961, e Le Corbusier usa como base seus croquis de 1929 para a igreja de Tremblay. No entanto em 1962, ao realizar a primeira maquete do edifício, esta se apresenta bastante evoluída em relação aos croquis iniciais. Nesta fase já estavam definidas a implantação, os níveis e a volumetria do conjunto. Em 1964, uma nova maquete define a modulação estrutural e a composição axial que rege a obra.
A pedra fundamental foi lançada em 1970, cinco anos após a morte de Le Corbusier, no entanto a construção só teve início efetivo em 1973, sendo interrompida no ano seguinte por falta de verba para o andamento da construção. Em 1976 a obra é retomada, o edifício é construído até o quinto pavimento e a construção é interrompida definitivamente em 1978. A base da igreja foi concluída, faltando a cobertura. Permanece inacabada durante trinta anos.
Esta base, apelidada «le blockhaus» pelos habitantes, cai no esquecimento. O edifício foi murado para evitar intrusões e vandalismos. Para evitar a demolição, Eugène Claudius-Petit solicita à François Mitterrand que a nomine monumento histórico. Em 1996, a igreja, no estado em que se encontrava, passou a fazer parte do patrimônio histórico francês.
A construção é retomada em 2004, sob controle da Fondation Le Corbusier (Fundação Le Corbusier) e sob direlão de um seus antigos colaboradores: José Oubrerie que assistiu ao arquiteto na concepção do projeto e acompanhou a primeira fase de construção da igreja. A igreja é finalmente inaugurada em 26 de novembro de 2006. A conclusão da obra custou 7,6 milhões de euros.